# Поляков Ігор Миколайович
І́гор Микола́йович Поляко́в (рос. Игорь Николаевич Поляков; нар. 1 серпня 1912 — пом. 16 травня 2008) — радянський академічний веслувальник, срібний призер Олімпійських ігор. Шестиразовий чемпіон СРСР.
Заслужений майстер спорту СРСР. Заслужений тренер СРСР.

## Життєпис
Народився 1 серпня 1912 року в місті Москва (Російська імперія).
У 1928 році закінчив Московський радіотехнічний технікум. Того ж року розпочав заняття академічним веслуванням у ДСТ «Харчовик».
З 1934 по 1936 роки перебував у лавах РСЧА. Учасник німецько-радянської війни з червня 1941 року. Воював на Західному і 3-му Білоруському фронтах. Війну капітан І. М. Поляков закінчив на посаді помічника начальника 383-ї авторемонтної бази з технічної частини 11-ї гвардійської армії.
Після закінчення спортивної кар'єри перейшов на тренерську роботу.
Помер 16 травня 2008 року. Похований на Востряковському кладовищі.

## На Олімпійських іграх
У 1952 році на літніх Олімпійських іграх у Гельсінкі (Фінляндія) на змаганнях з академічного веслування посів друге місце у складі вісімки (з результатом 6:31.2).